# Trattato di Finckenstein

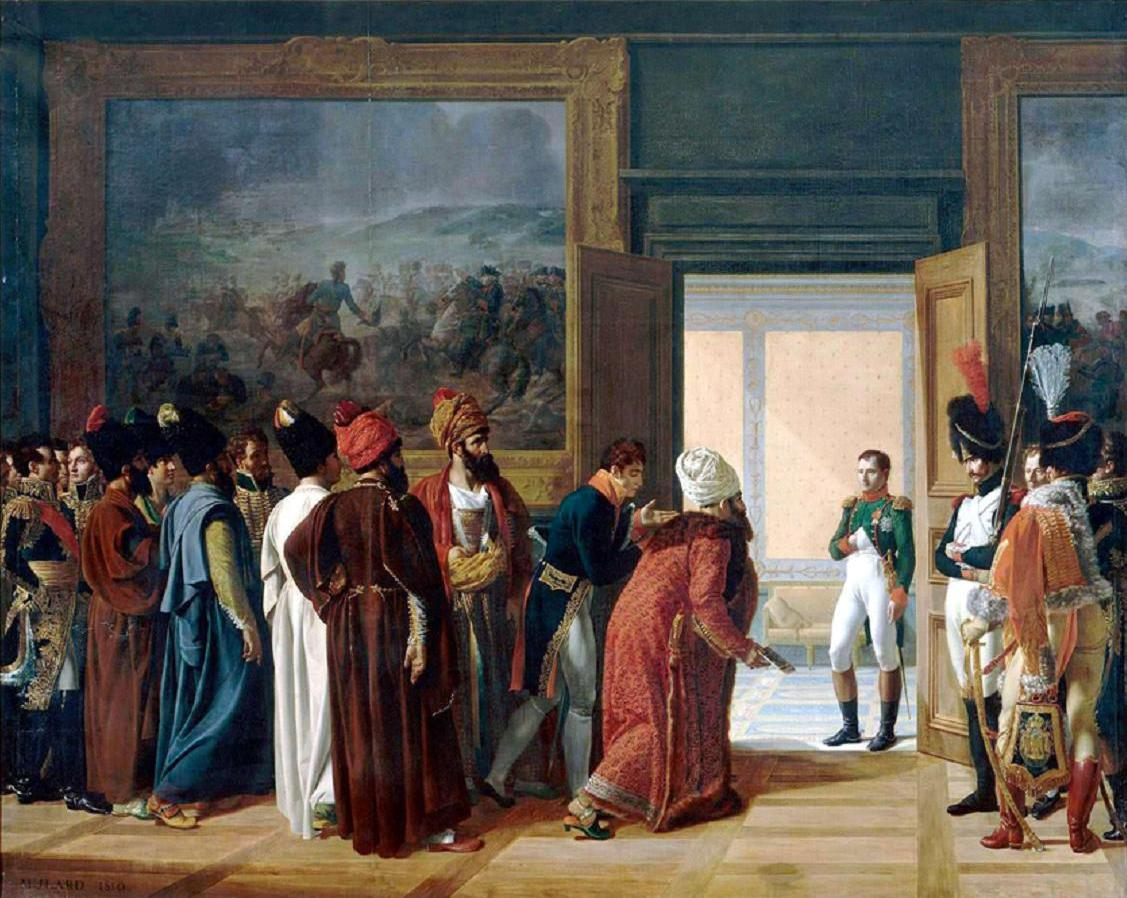
L'emissario persiano Mirza Mohammed Reza-Qazvini si incontra con Napoleone Bonaparte presso il Palazzo Finckenstein, 27 aprile 1807, opera di François Mulard.

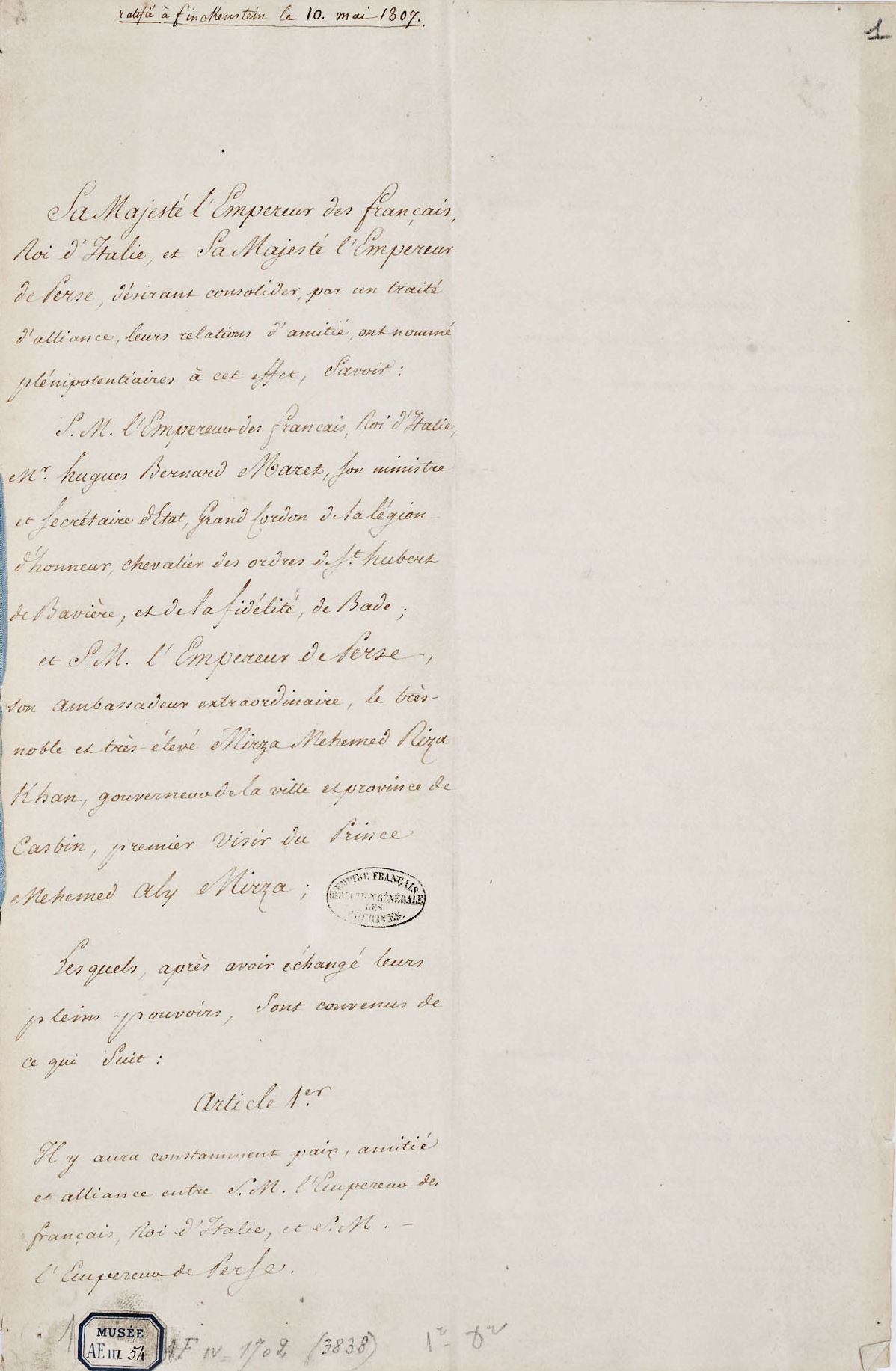
Il trattato di Finckenstein, ratificato il 10 maggio 1807.

Il trattato di Finckenstein, spesso scritto Finkenstein, fu siglato tra Francia e Persia (oggi Iran) all'interno del palazzo Finckenstein (Prussia orientale) il 4 maggio 1807, e diede vita all'alleanza franco-persiana.

## Descrizione
Napoleone Bonaparte garantì l'integrità della Persia, riconoscendo parte di Georgia ed altre terre orientali transcaucasiche come possessi di Fath Ali Shah, promettendo di fare il possibile per permettergli di riaverli. Napoleone promise anche di fornire allo scià armi, ufficiali e soldati. Dal punto di vista della Francia, invece, lo scià avrebbe dichiarato guerra al Regno Unito, al fine di espellere i britannici dalla Persia, e raggiungere un accordo con gli afghani creando un'alleanza franco-perso-afghana per l'invasione dell'India. Nonostante il trattato di Finckenstein, la Francia non riuscì nei suoi obiettivi, e nessuno dei termini del trattato fu rispettato. Il 12 marzo 1809 il Regno Unito firmò con la Persia un accordo che portò all'espulsione dei francesi.